# Strijkmolen E
Strijkmolen E is een in 1630 gebouwde eikenhouten achtkantige poldermolen. De molen is een zogenaamde grondzeiler. Strijkmolens bemalen geen polders, maar malen het water van de ene boezem naar de andere. Er hebben in totaal 14 strijkmolens gestaan, zes aan de Molenkade te Oudorp (ook wel de molens van de Zes Wielen genaamd), vier achter Oudorp en vier bij Rustenburg. Strijkmolen E is een van de vier overgebleven molens aan de Molenkade en maalde het water uit diverse polders naar de Schermerboezem. In 1941 verloren de strijkmolens hun functie doordat de Raaksmaatsboezem gemeengelegd werd met de Schermerboezem.
Het gevlucht van Strijkmolen E is Oudhollands. De binnenkant van deze binnenkruier is verbouwd tot woning en het gaande werk was in de tweede helft van de 20e eeuw verwijderd. Nadat de strijkmolens decennialang als statische monumenten waren gerestaureerd, is rond 2000 begonnen met het opnieuw draai- en maalvaardig maken ervan. Begin 2008 is een nieuwe koningsspil in de molen geplaatst en op 29 november 2008 was Strijkmolen E weer draaivaardig. Het interieur is tijdens de restauratie van 2008/2009 in de staat teruggebracht waarin het was toen de molens nog een maalfunctie hadden.
De molen is sinds 2000 eigendom van de Molenstichting Alkmaar e.o.